# Saya Sakakibara
Saya Sakakibara (Gold Coast (Queensland), 23 augustus 1999) is een Australische BMX'er. Zij werd in 2024 Olympisch kampioen tijdens de Zomerspelen in Parijs.

## Levensloop
Sakakibara's moeder is van Japanse afkomst en haar vader Brits. Zij kwam op vierjarige leeftijd in aanraking met BMX via haar broer Kai. Het gezin verhuisde in 2007 naar Sydney, waar Sakakibara lid werd van de Illawarra BMX Club. Zij won al snel prijzen op nationaal niveau.
In 2016 stond Sakabibara voor de eerste keer op het podium van een wereldbekerwedstrijd. Een jaar later won ze zilver bij junioren tijdens de Wereldkampioenschappen. De wereldbekercyclus van 2023 en 2024 werden gedomineerd door Sakabibara. Zij won respectievelijk vijf van de tien (2023) en vier van de zes (2024) races. Het was dus geen verrassing toen zij in 2024 de Olympische Spelen op haar naam schreef. Tijdens de wereldkampioenschappen een jaar later bevestigde Sakabibara met een zilveren medaille dat de Olympische overwinning geen toevalstreffer was.

## Persoonlijk
Sakabibara heeft een relatie met de Franse BMX'er Romain Mahieu.
2008: Anne-Caroline Chausson ·
2012: Mariana Pajón ·
2016: Mariana Pajón ·
2020: Beth Shriever ·
2024: Saya Sakakibara